# Hendrik de Keyser

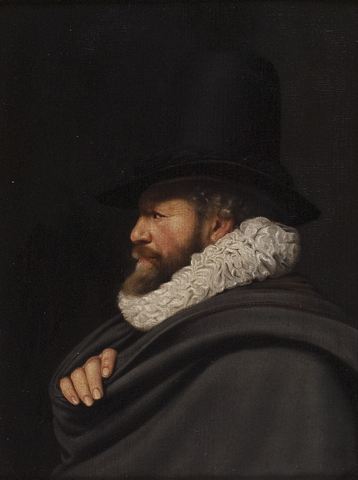
Retrato de Hendrick de Keyser

Hendrick de Keyser (15 de maio de 1565 - 15 de maio de 1621) foi um escultor, arquiteto e comerciante holandês na Bélgica, que foi fundamental para o estabelecimento de uma forma de Maneirismo renascentista tardio que se transformou em barroco. A maioria de suas obras foi exibida em Amsterdã, algumas em outros lugares da República das Sete Províncias Unidas dos Países Baixos. Ele era pai de Pieter de Keyser, Thomas de Keyser e Willem de Keyser, e tio de Huybert de Keyser, que se tornaram seus aprendizes e estavam todos envolvidos em construção, decoração e arquitetura.

## Biografia
Hendrick de Keyser nasceu em Utrecht e era filho de um marceneiro. Ele cresceu em um mosteiro, o Convento Catalijne. Quando jovem, foi aprendiz do engenheiro Cornelis Bloemaert (o mais velho). Em 1591, seguiu Bloemaert para Amsterdã. Logo começou a trabalhar como artista independente. Em 1595, foi nomeado pedreiro e escultor da cidade. Em 1603, o trabalho na Zuiderkerk foi interrompido, mas a construção foi retomada em 1606. Enquanto isso, ele visitou Londres, juntamente com Cornelis Danckerts de Ry, para estudar a Royal Exchange, em Londres.
A partir de 1609, De Keyser morou e trabalhou em Groenburgwal, perto de Amstel. De Keyser recebeu a visita de Hans van Steenwinckel, o Jovem, e de seu irmão Lorenz van Steenwinckel, da Dinamarca, que podem ter lhe pedido conselhos ou treinamento. Alguns de seus irmãos moravam na região. Seus irmãos Jacob, que era marceneiro, e Aert, comerciante de madeira, e Huybert, seu sobrinho, moravam perto da Jodenbreestraat em uma rua lateral. De Keyser era amigo do pintor Cornelis Ketel, a quem visitou quando Ketel fez seu testamento; ambos eram Remonstrantes.

## Obras
Hendrick é famoso por vários edifícios, portões e torres importantes que fazem parte do núcleo dos locais históricos holandeses. 
Os projetos de Hendrick de Keyser em Amsterdã durante as primeiras décadas do século XVII ajudaram a estabelecer um estilo maneirista tardio conhecido como Renascimento de Amsterdã. Ele pode ter sido influenciado por Paul Vredeman de Vries. O estilo renascentista de Amsterdã se desvia em muitos aspectos da arquitetura da Renascença italiana do século XVI. Elementos clássicos, como pilastras, cornijas e frontões, foram usados em grande escala, mas principalmente como elementos decorativos. De Keyser nunca seguiu servilmente os princípios da arquitetura clássica, conforme estabelecido nos tratados italianos de Serlio e Palladio. Sua versão floresceu plenamente no final da segunda década do século XVII e preparou o terreno para a fase clássica holandesa posterior de Jacob van Campen e Pieter Post.
Além de seguir a carreira de arquiteto, De Keyser continuou ativo como escultor. 
A carreira de De Keyser não se limitou a Amsterdã, e seus contatos internacionais o ajudaram a manter contato com a corrente principal da arquitetura europeia. Em 1607, os magistrados da cidade de Amsterdã o enviaram para a Inglaterra; acredita-se que ele tenha trabalhado com Inigo Jones. Quando De Keyser e Danckerts retornaram a Amsterdã, Nicholas Stone juntou-se a eles. Durante vários anos, Stone trabalhou com De Keyser e até se tornou seu genro em 1613. Seu neto Henry Stone estudou com Thomas de Keyser. De Keyser morreu no dia de seu aniversário e foi enterrado na vizinha Zuiderkerk.

## Galeria

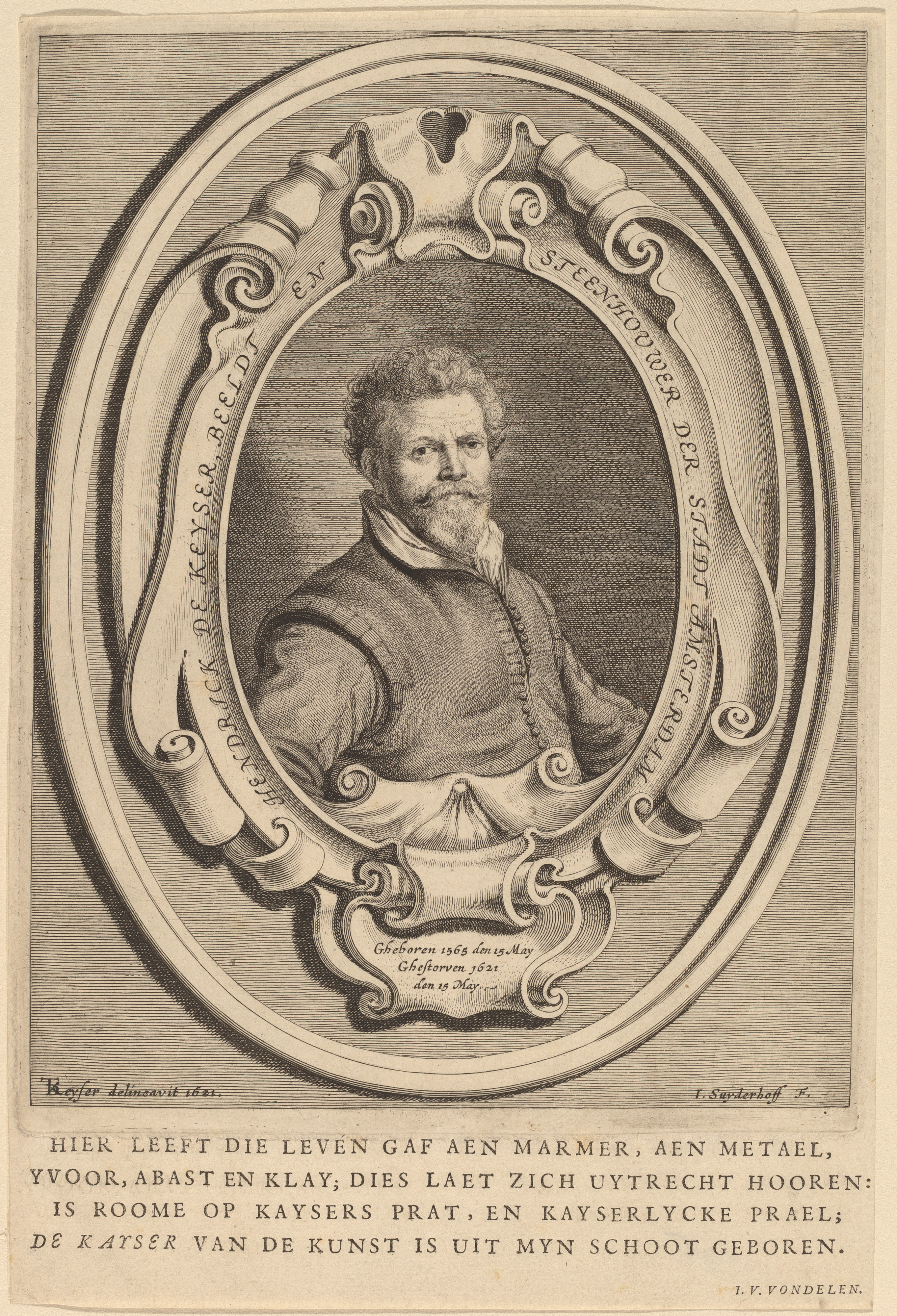
Hendrick de Keyser por Jonas Suyderhoff after Thomas de Keyser
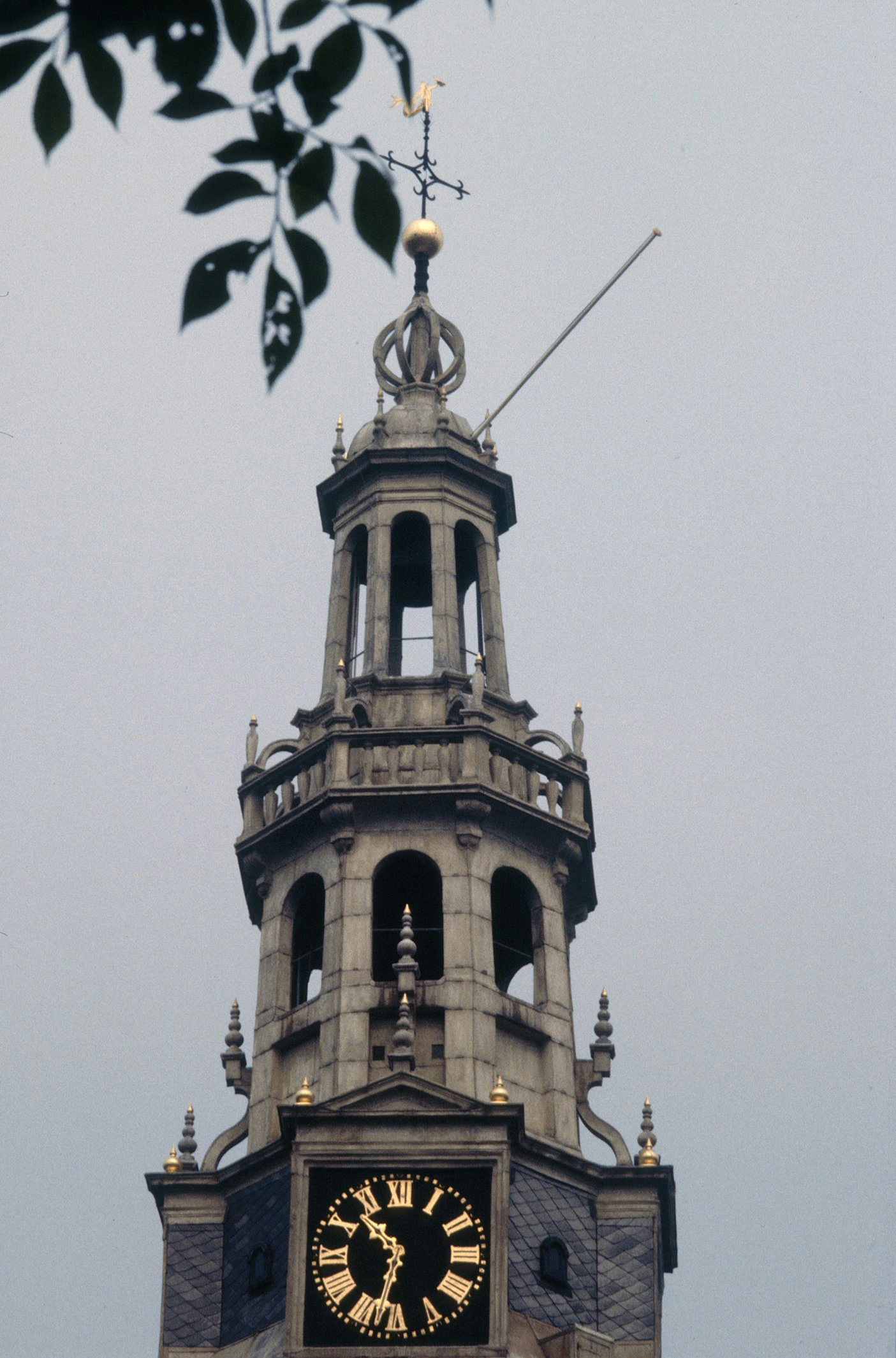
Topo da Montelbaanstoren (1606)
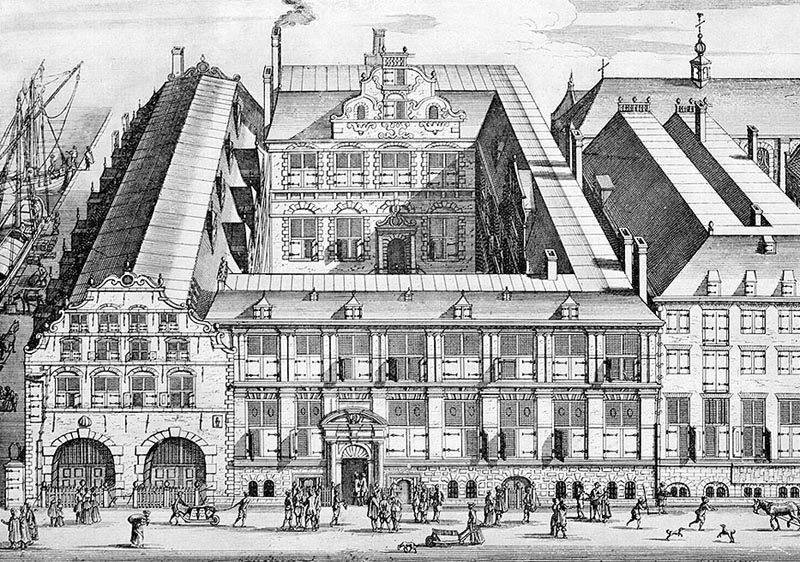
Oost-Indisch Huis no pátio é atribuído a HdK (1606)
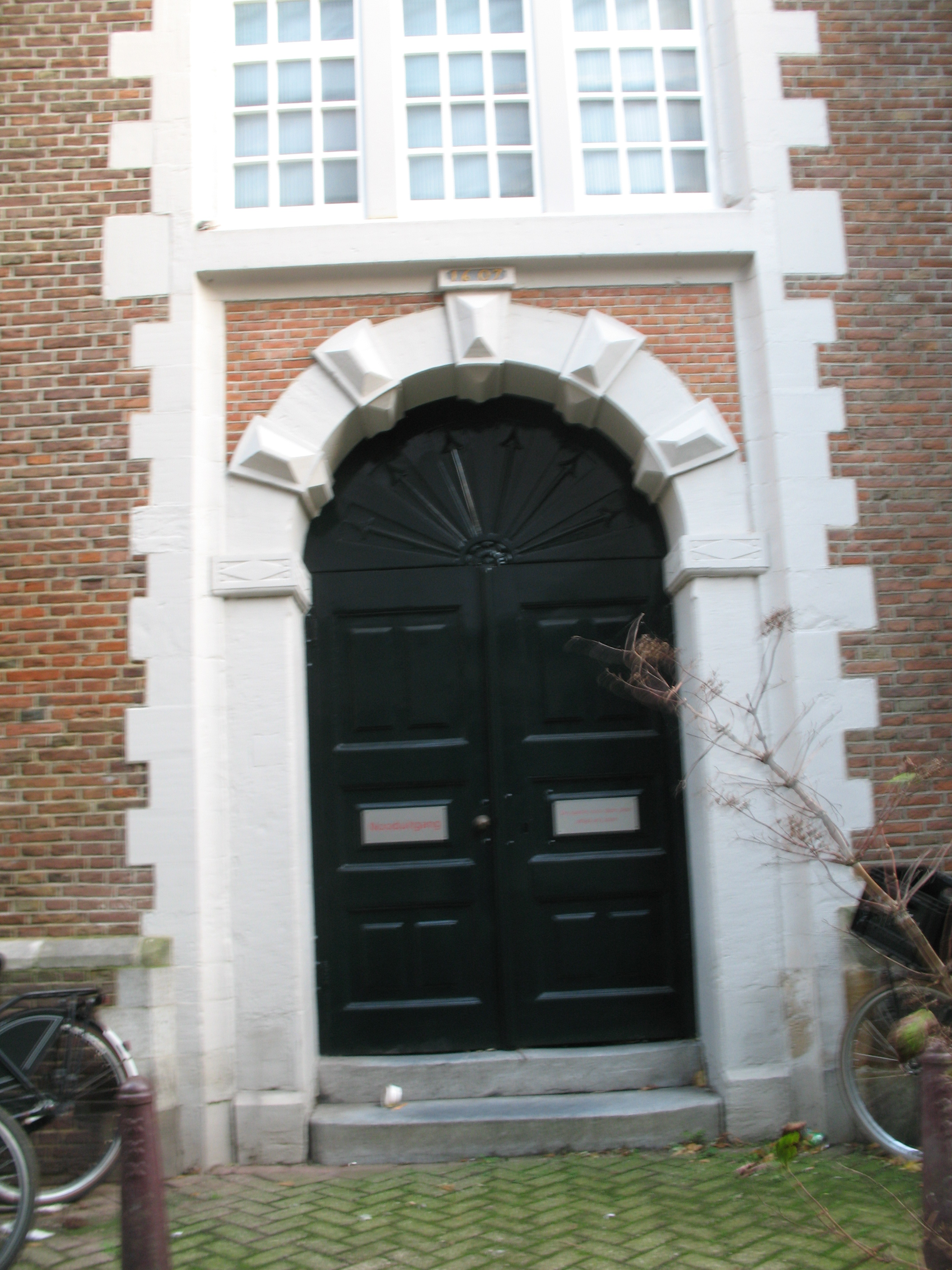
Entrada do Zuiderkerk em Zanddwarsstraat (1607) por HdK
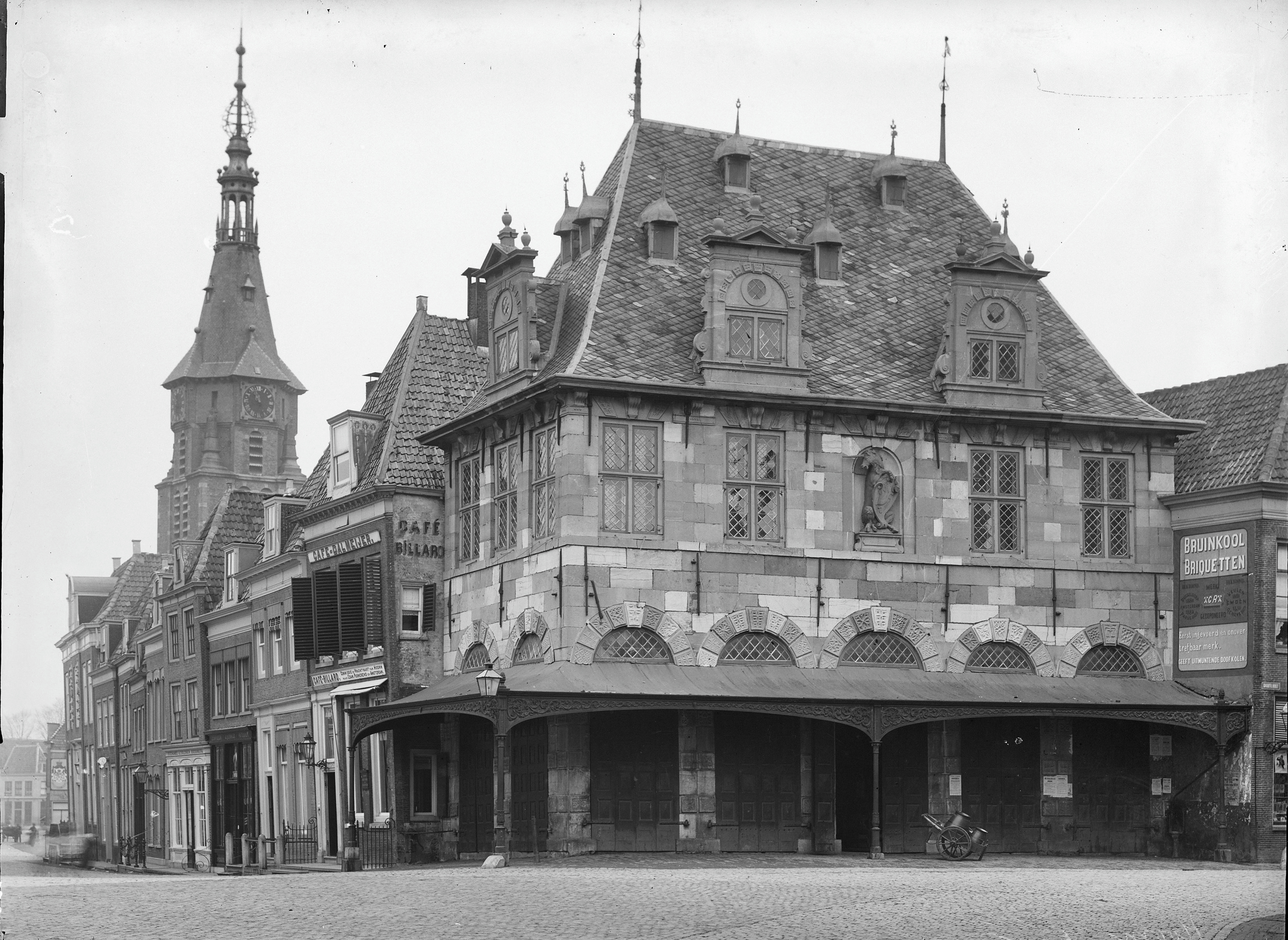
Weigh house in Hoorn built with Belgian Fossil (1609)
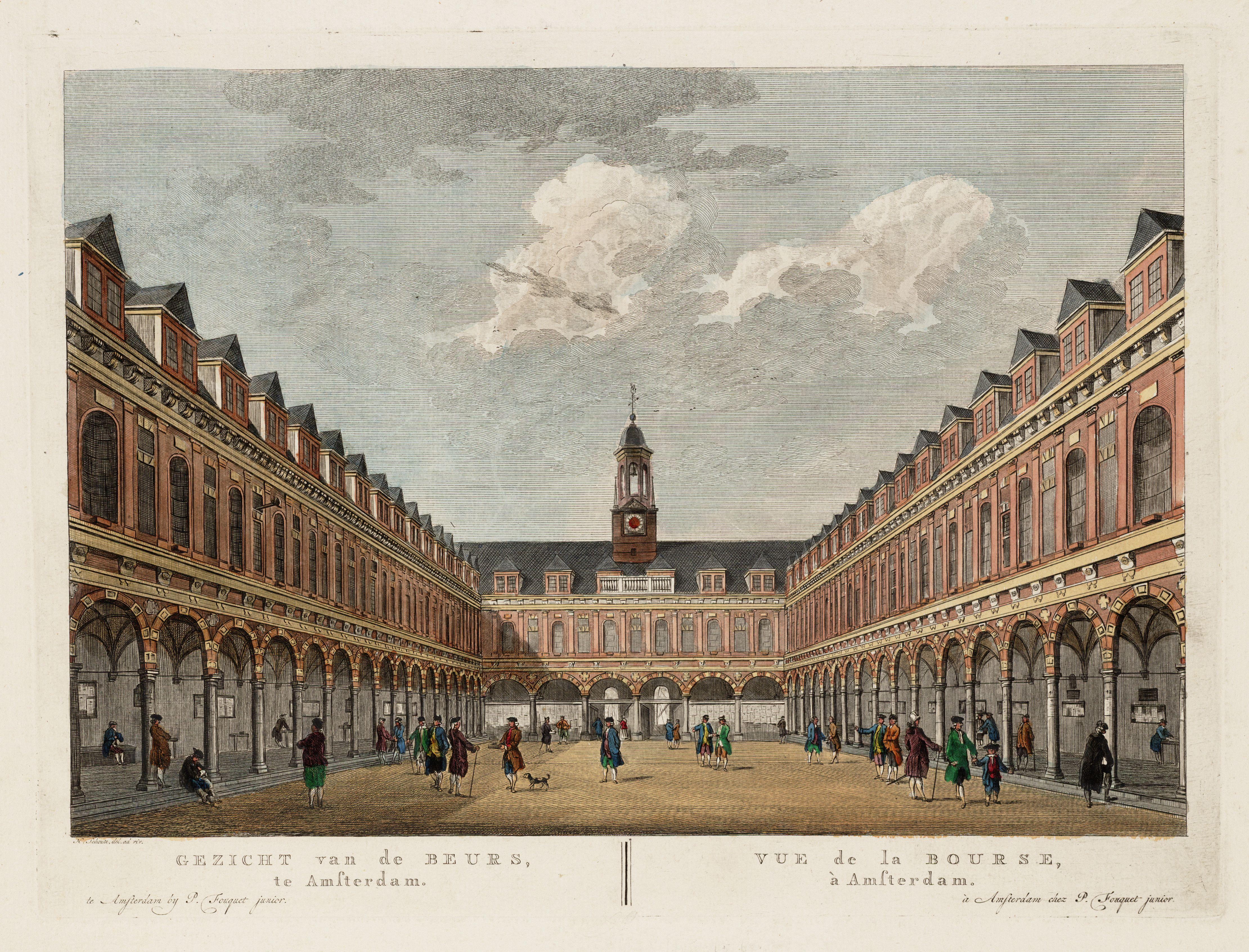
Bolsa por Hendrick de Keyser (1613)
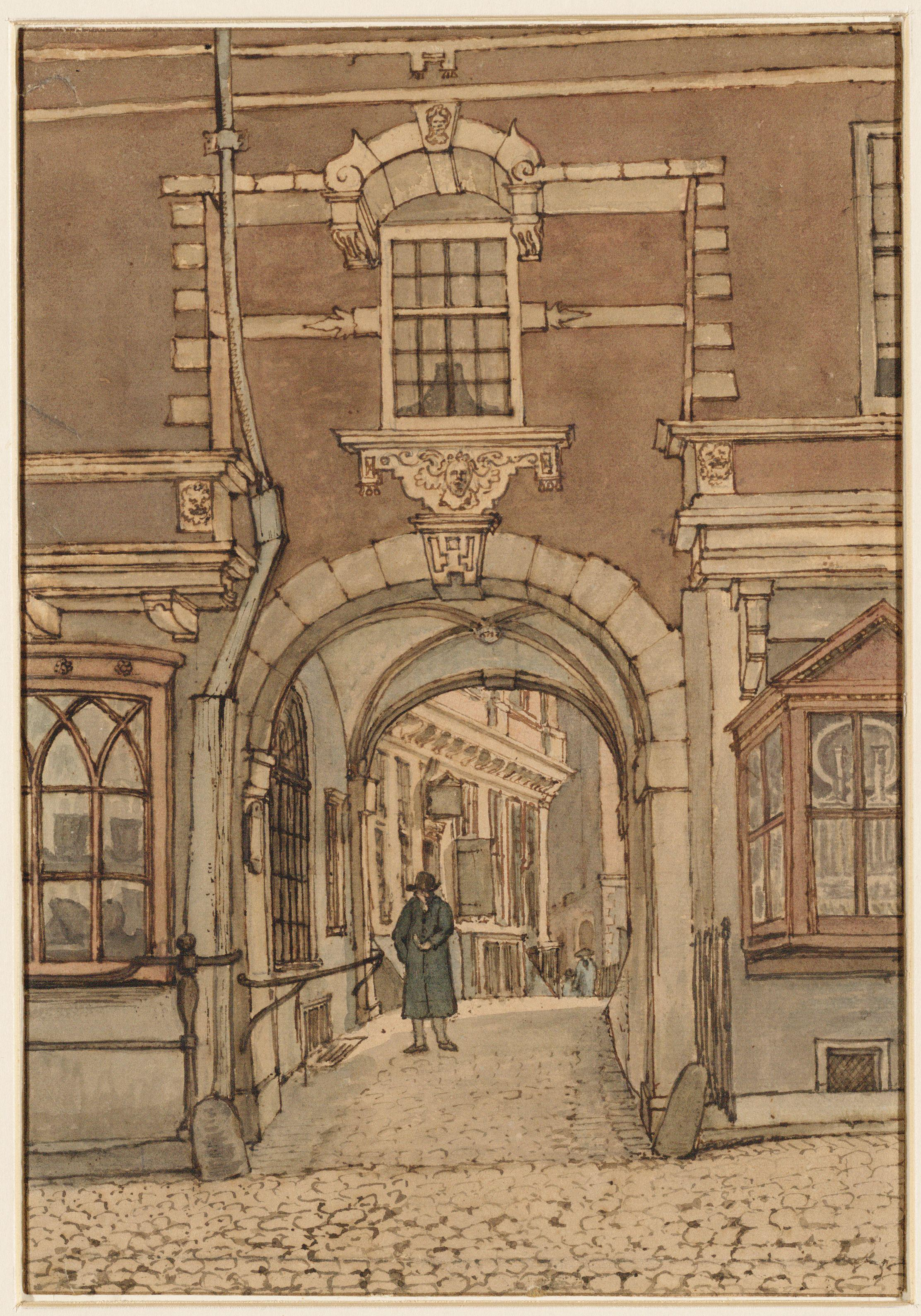
Beurspoortje por HdK, desenho de Gerrit Lamberts
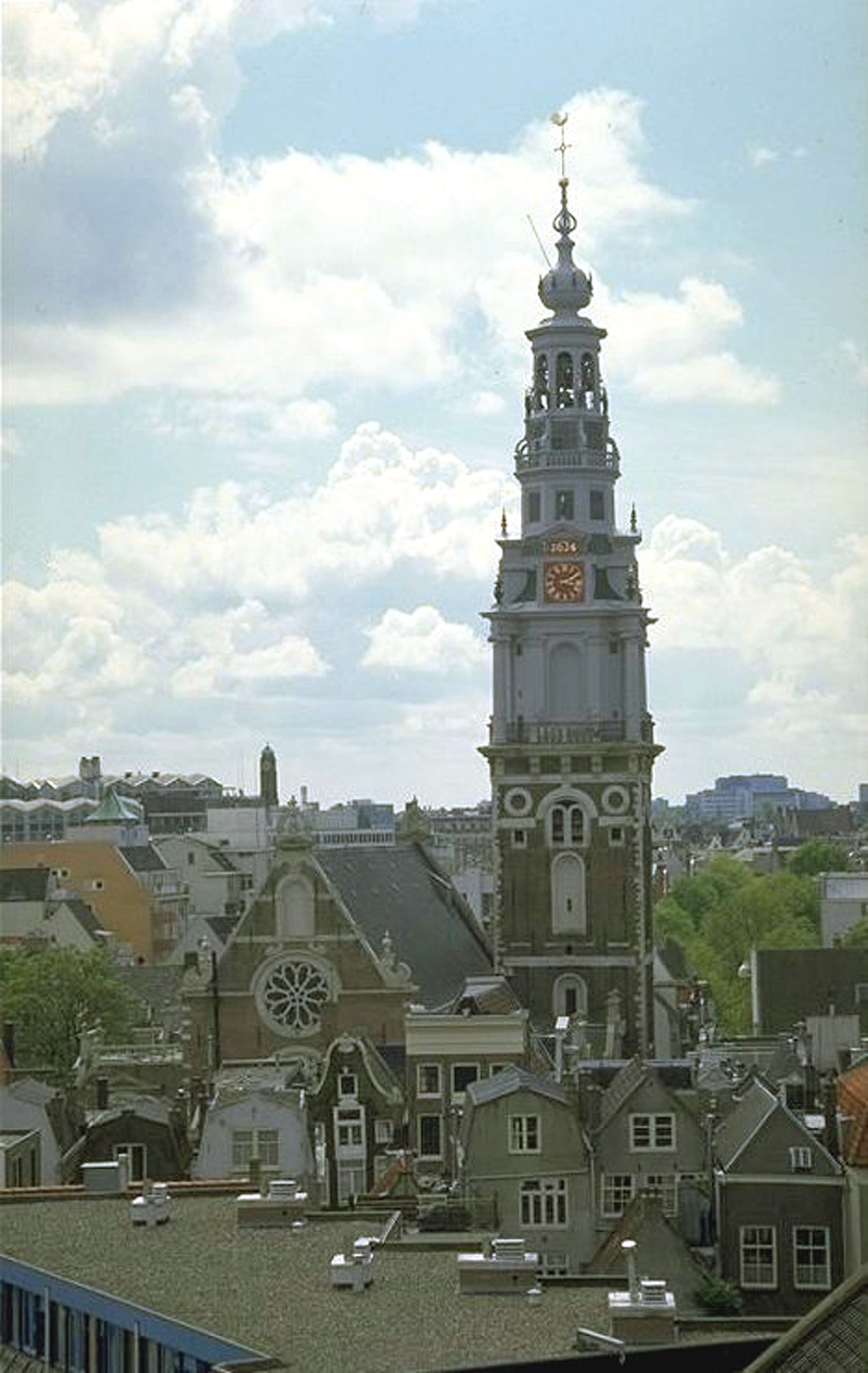
Zuiderkerk (1614)
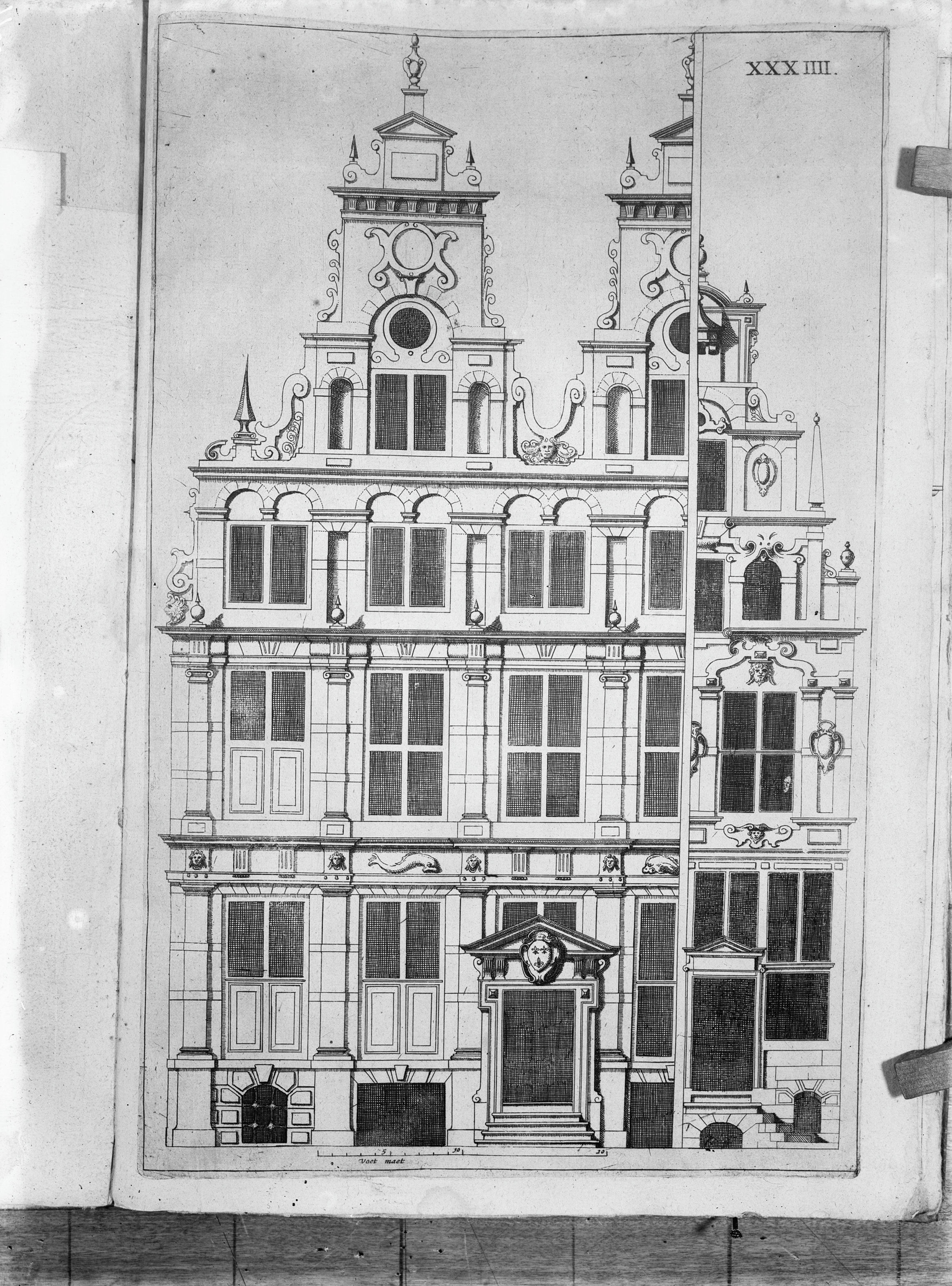
Singel 142 (left) and Oudezijds Voorburgwal 57, both designed by HdK (1615?)
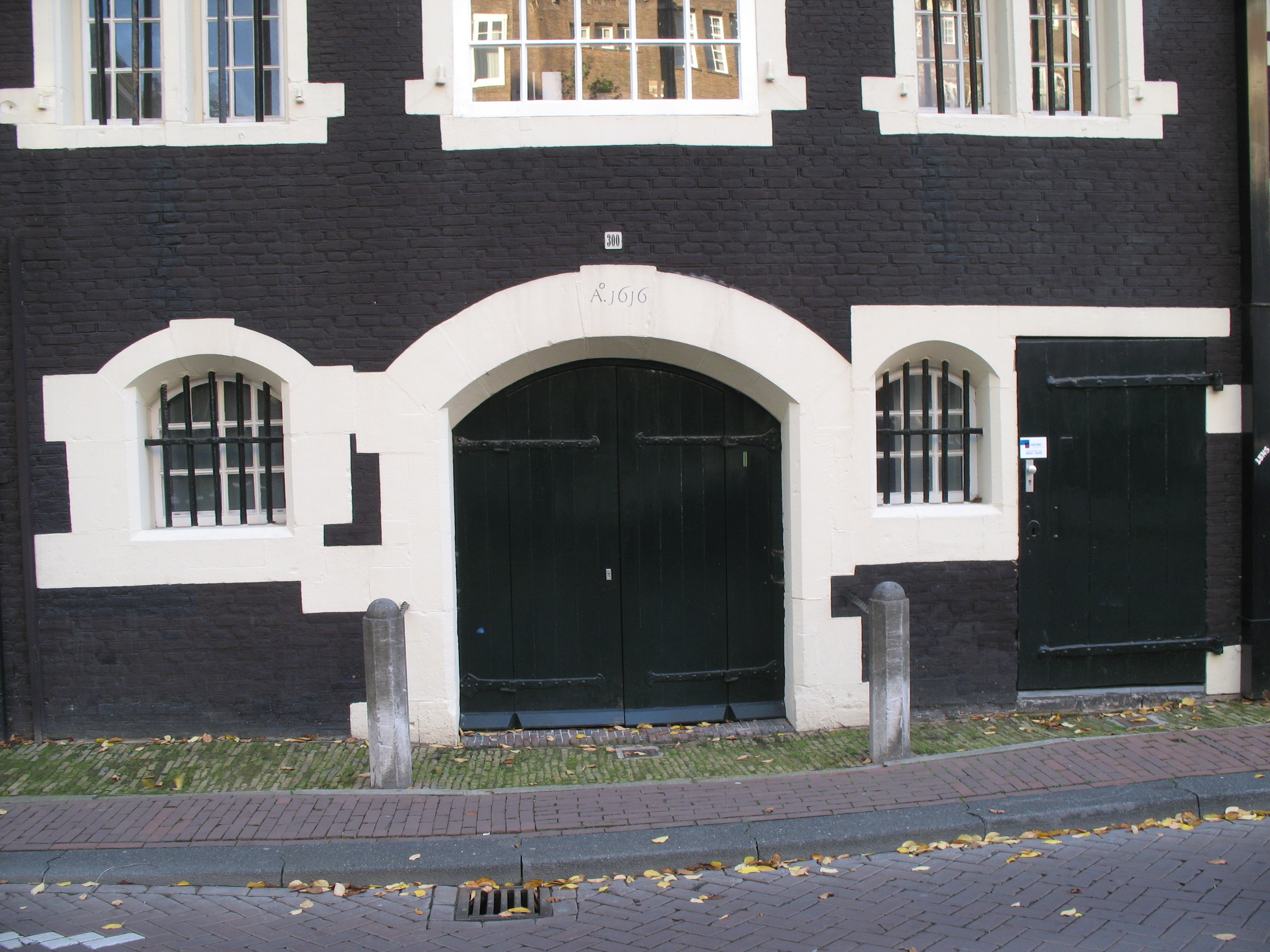
Playful entrance Bank van Lening (1616)
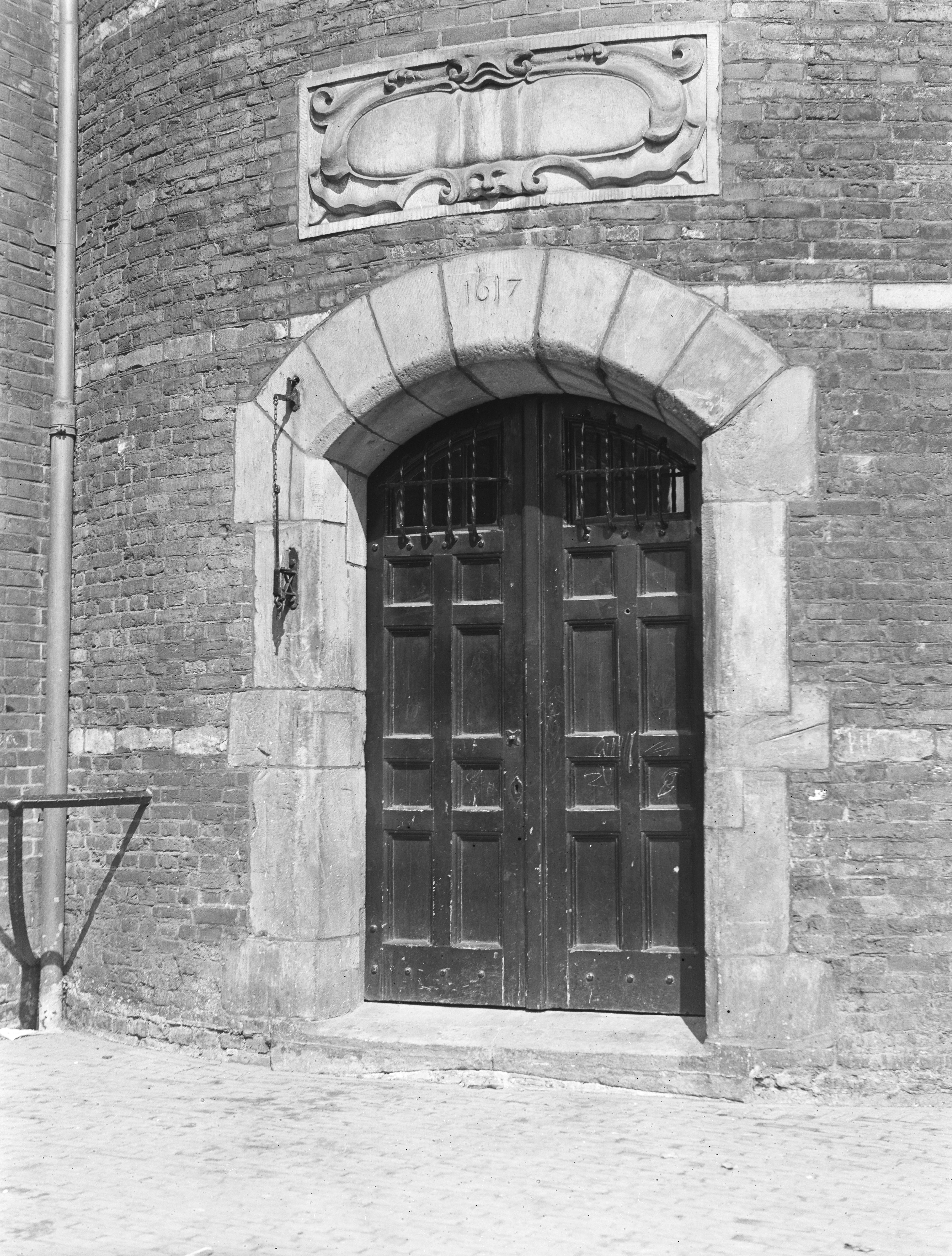
Entrance of the weigh house (1617)
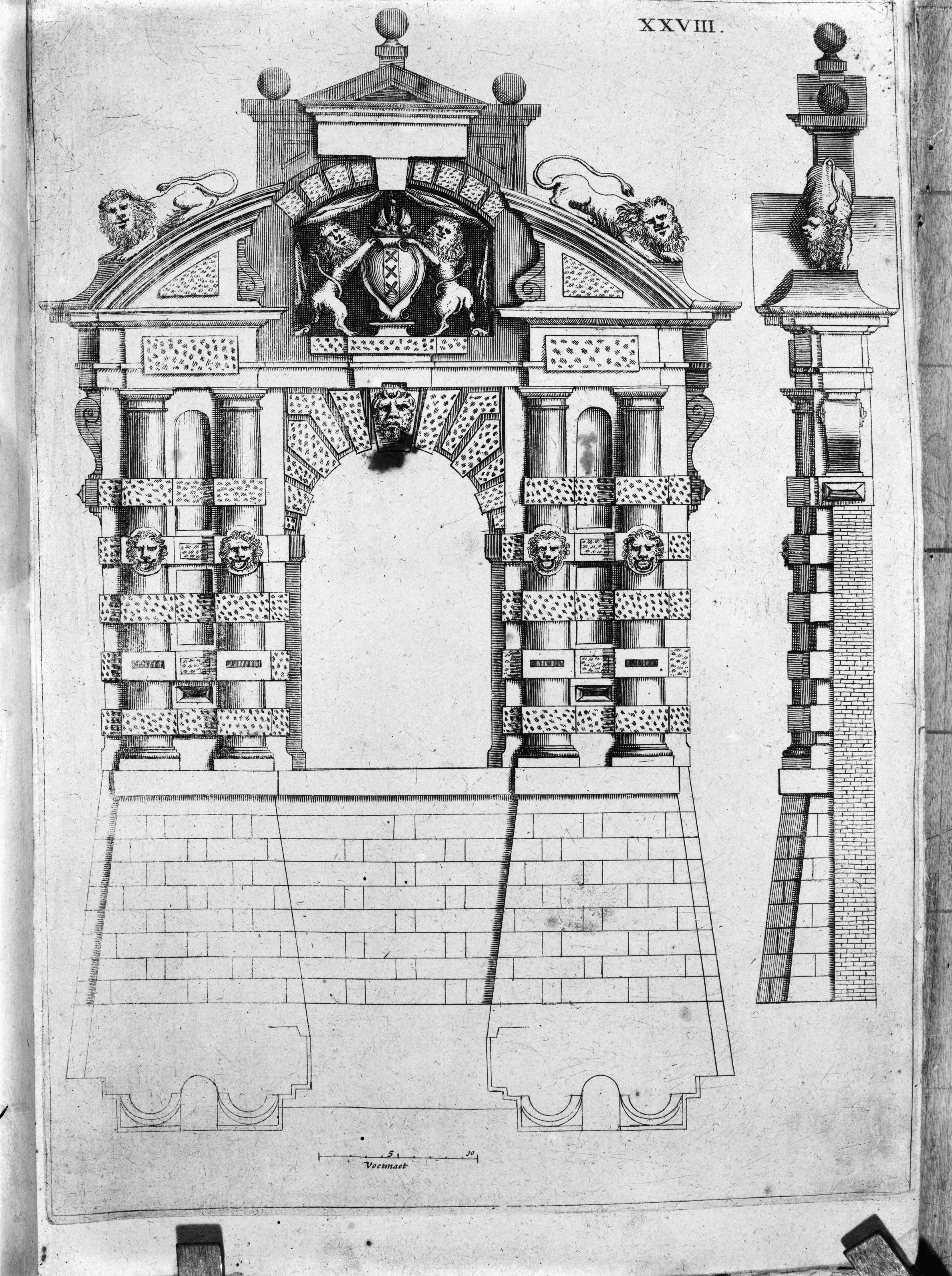
Design of Haarlemmerpoort
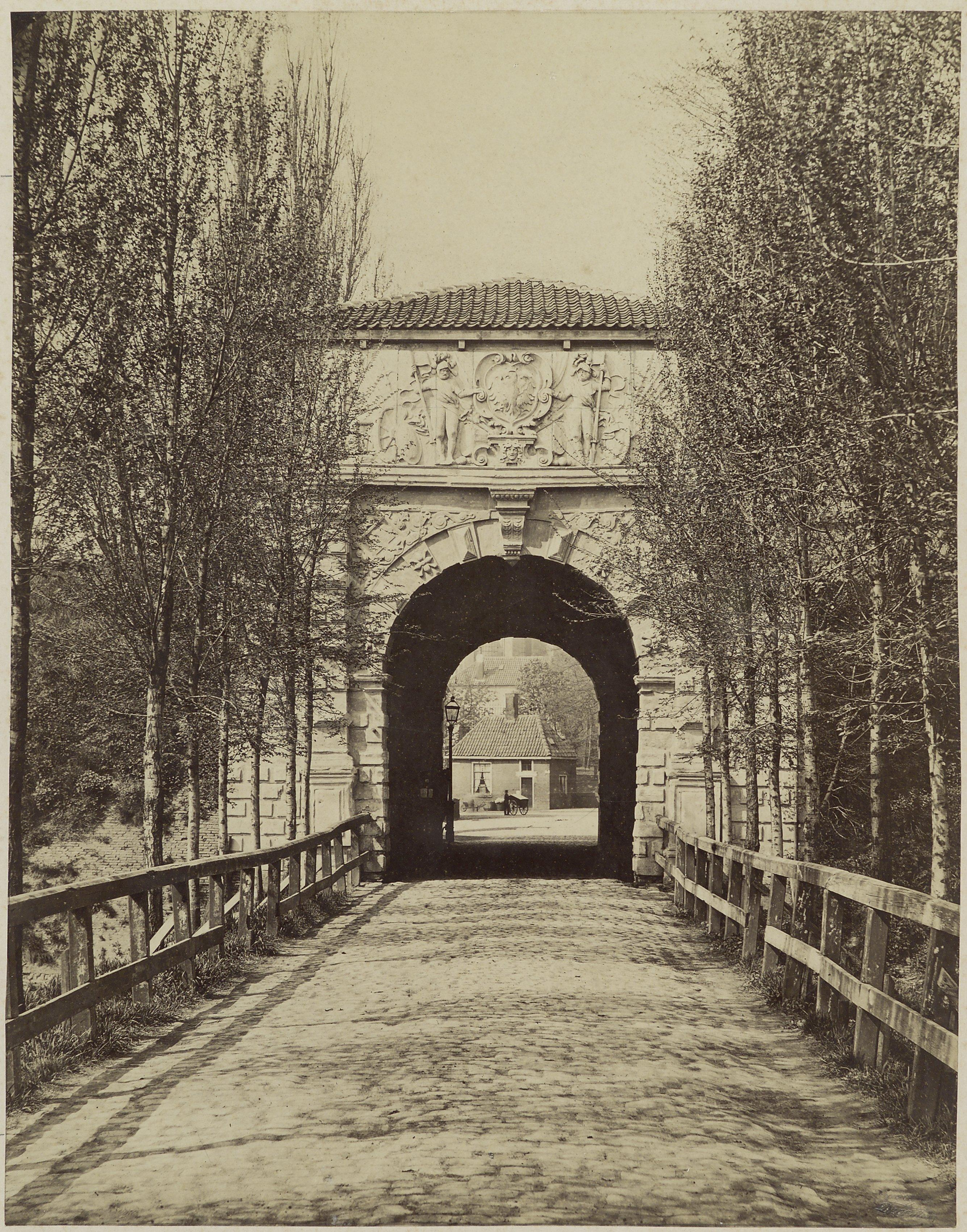
Bergpoort in Deventer (1619)
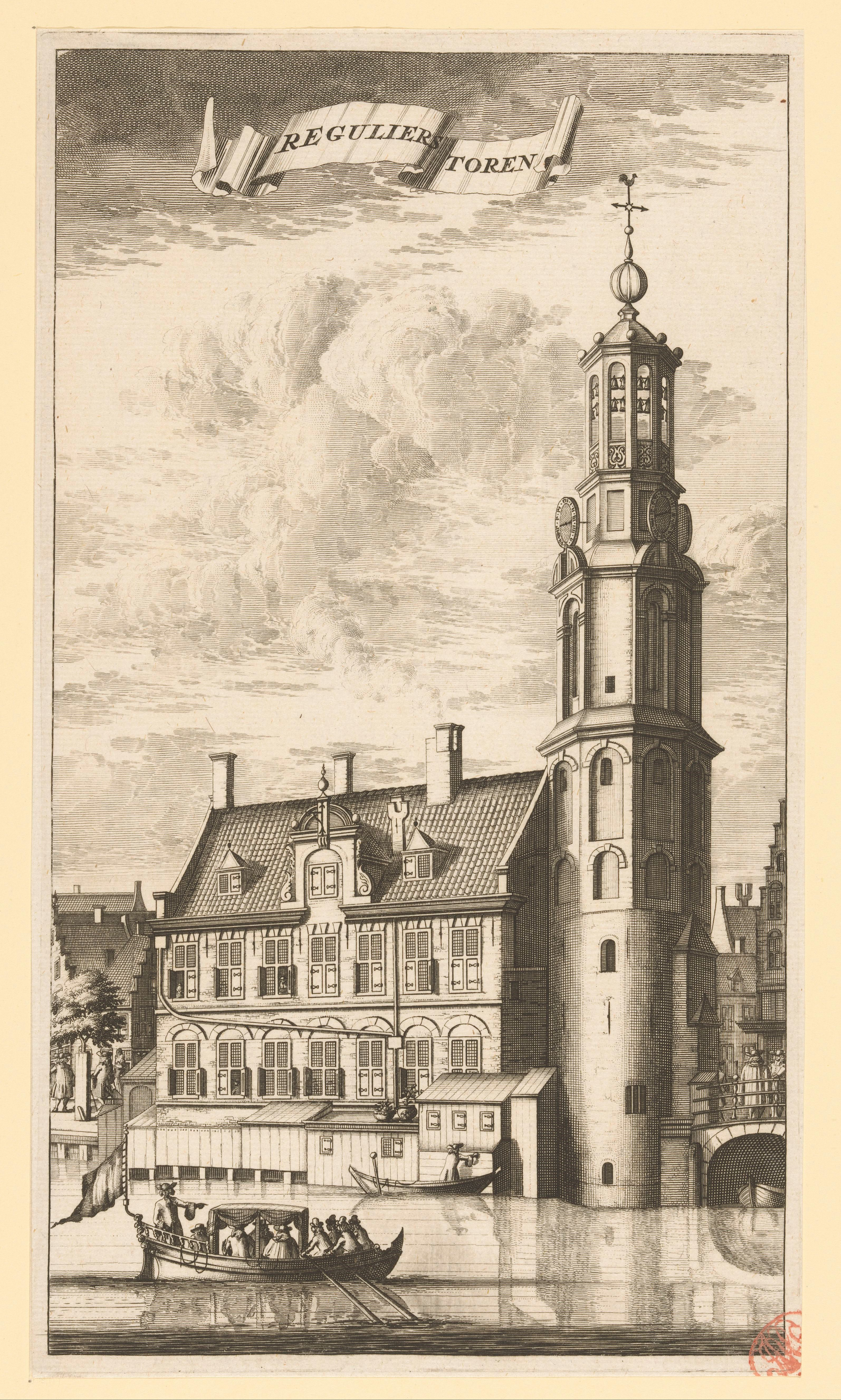
Munttoren (1619)
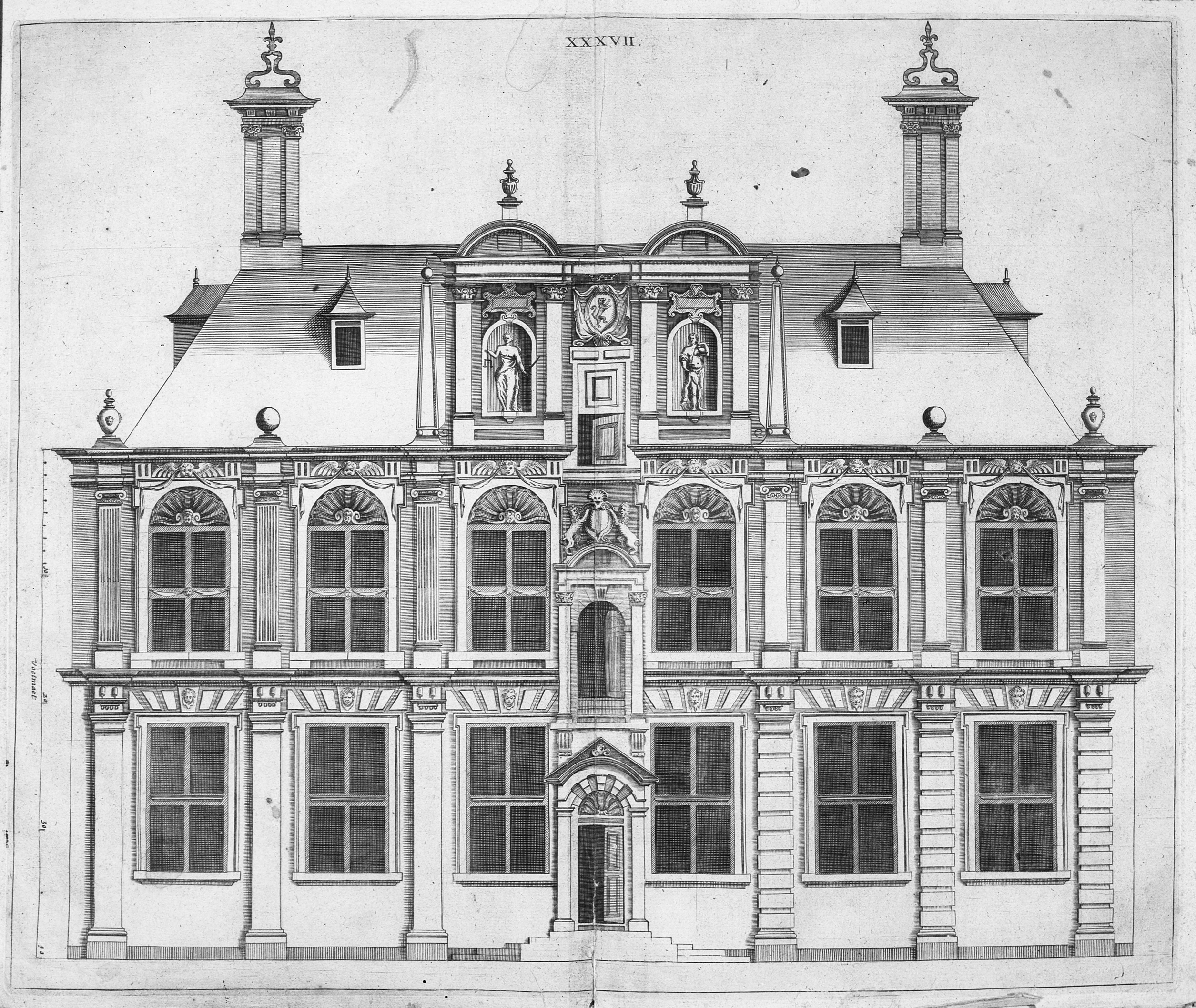
Design of the City hall in Delft
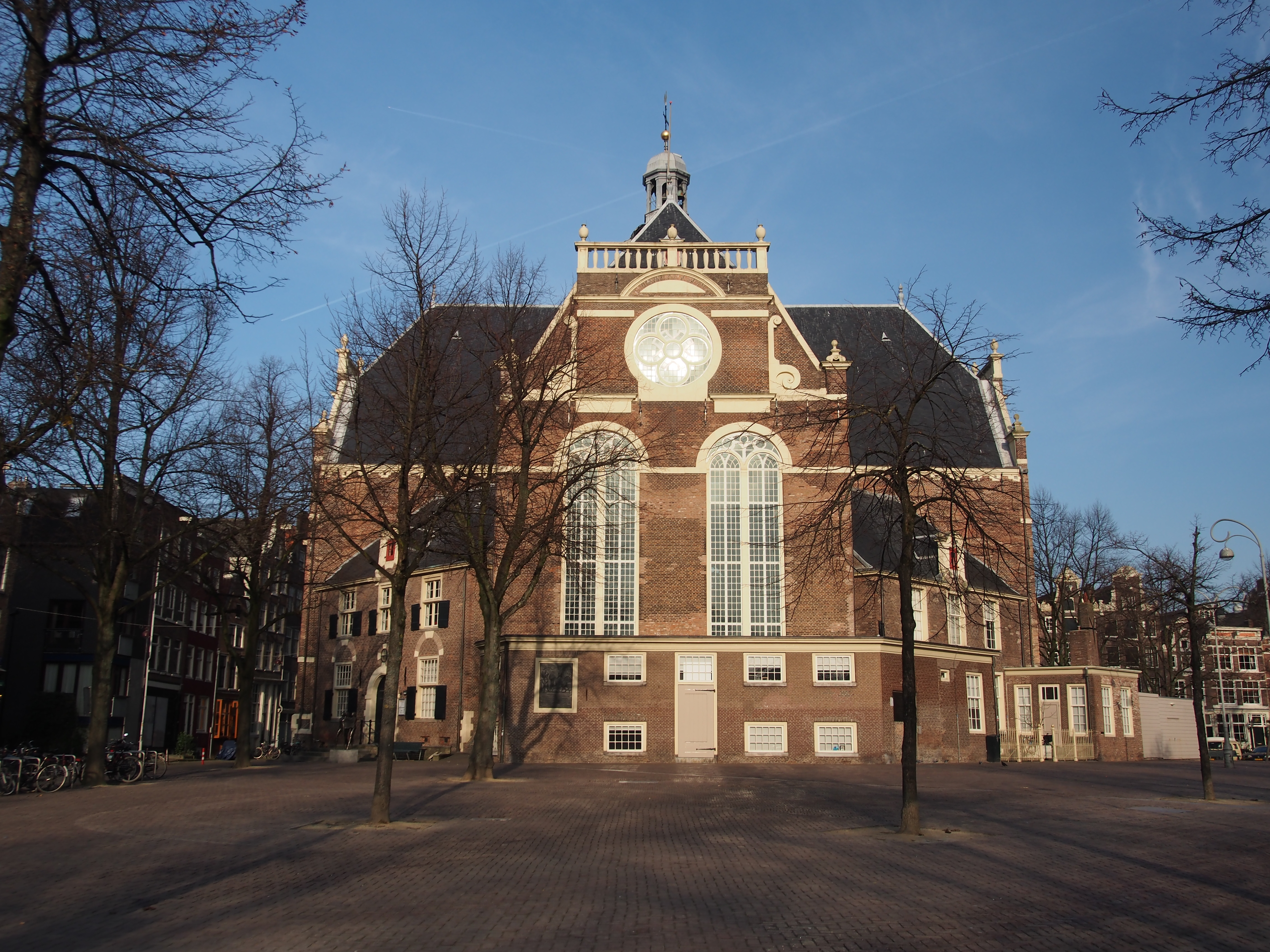
Noorderkerk
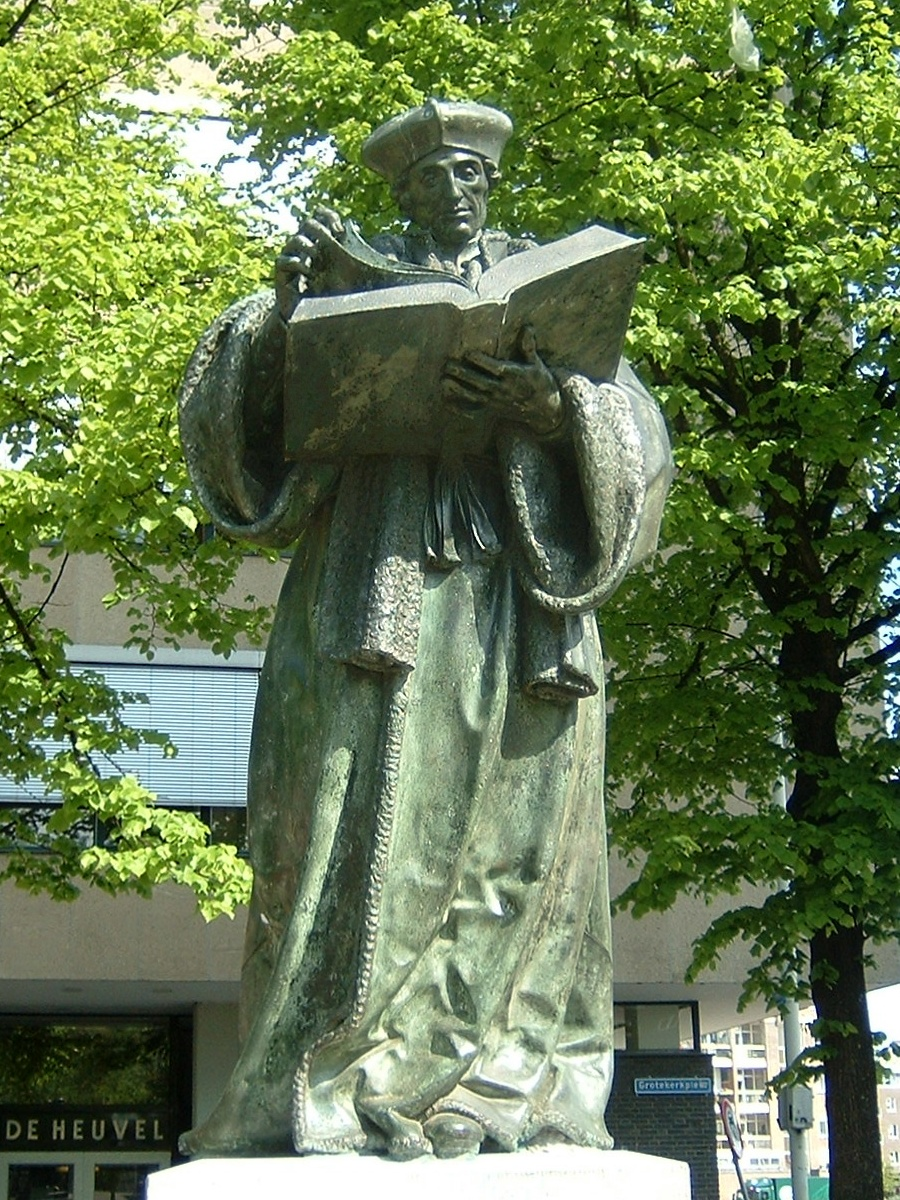
Statue of Erasmus in Rotterdam